# Willi Welscher
Willi Welscher (* 1. August 1906 in Frankfurt am Main; † 20. Februar 1987 in Würzburg) war ein deutscher Leichtathlet.

## Leben
Bei einer Körpergröße von 1,81 m hatte Welscher ein Wettkampfgewicht von 72 kg. Er hatte bei seinen internationalen Einsätzen im 110-Meter-Hürdenlauf wenig Glück. Bei den Olympischen Spielen 1932 stand er in jenem Endlauf, in dem drei amtierende US-amerikanische Weltrekordler aufeinandertrafen und George Saling gewann. Welscher wurde nach den damaligen Regeln disqualifiziert, nachdem er vier Hürden umgelaufen hatte. Bei den ersten Europameisterschaften im Jahr 1934 blieb er genauso im Vorlauf hängen wie bei den Olympischen Spielen 1936. Dabei hätte Welscher mit seiner persönlichen Bestzeit von 14,8 s, die er 1932, 1935 und 1936 aufstellte, in jenen Jahren auch international einiges erreichen können. 
Bei Deutschen Meisterschaften war Welscher mit vier Meistertiteln 1929, 1930, 1934 und 1936 und drei zweiten Plätzen 1928, 1932 und 1935 zusammen mit Erwin Wegner dominant.